# Ukrainian Purple
Ukrainian Purple, ook Purple Russian genoemd, is een uit Oekraïne afkomstige variëteit van de tomaat (Solanum lycopersicum L.) .

## Geschiedenis
De soort werd bekend nadat de Amerikaan Frederick Ineman uit Iowa zaden van een inheemse tomaat met een roodbruine kleur uit de buurt van Kiev naar de Verenigde Staten importeerde. Hij werd in 1999 opgenomen in het Seed Savers Yearbook en werd gebruikt voor wetenschappelijk onderzoek op grond van zijn bijzondere kleur en zijn afstamming. De naam was oorspronkelijk "Ukrainian Purple" en werde later veranderd in "Purple Russian", hoewel de eigenlijke naam nog veel gebruikt wordt.

## Eigenschappen
De plant wordt tot 2 meter hoog. De vruchten zijn eivormig met een puntig uiteinde en wegen ca. 100-150 gram. Opvallend ist de kleur van de vruchten, die met meerdere nuances tussen donkerrood, bruin en groen wisselt. De kleur wordt bepaald door een mutatie op de GF-locus (Green Flesh), die tot een retentie van het groene chlorofyl en accumulatie van het rode lycopeen leidt. De soort is vatbaar voor infectie door de schimmel Fusarium oxysporum. De smaak van de vrucht is zoetig en de tomaat wordt bijzonder gewaardeerd voor tomatensaus.